# Giovanni Battista Venturi
Giovanni Battista Venturi (Bibbiano, 11 settembre 1746 – Reggio Emilia, 10 settembre 1822) è stato un fisico italiano.

## Biografia
Discepolo di Lazzaro Spallanzani e Bonaventura Corti, viene ordinato sacerdote nel 1769, anno in cui viene chiamato ad insegnare logica e metafisica ed elementi matematici parte prima presso l'Università di Reggio Emilia.
Nel 1774 passa ad impartire gli stessi insegnamenti all'Università di Modena, dove dal 1776 insegna anche fisica generale. Nel 1786, dopo aver lasciato gli elementi matematici, assume la cattedra di fisica particolare e sperimentale, che comprende anche le attività del "teatro fisico", cioè il laboratorio, dell’Università. Come funzionario del Ducato di Modena e Reggio, lo scienziato reggiano ricopre anche, fra 1780 e 1796, le cariche di ingegnere e matematico ducale e verificatore della zecca.
Nel 1796 è a Parigi, come segretario della legazione incaricata di trattare con il Direttorio le condizioni della resa di Modena all'Armata d'Italia. Nella capitale transalpina redige una delle sue opere più importanti, le Ricerche sperimentali sul principio della trasmissione laterale entro i fluidi applicata alla spiegazione dei diversi fenomeni idraulici. Sempre a Parigi, dove si trattiene fino al 1797, Venturi esamina i codici di Leonardo da Vinci, pubblicandone e commentandone alcuni estratti nel saggio Essai sur les ouvrages physico-mathématiques de Léonard de Vinci (Paris, 1797), nel quale per primo mette in evidenza la componente scientifica e tecnologica dell'opera leonardesca.
Rientrato in Italia nell’ottobre 1797, Venturi ricopre le cariche di membro del Corpo legislativo della Repubblica Cisalpina (9 novembre 1797-14 agosto 1798) e di agente diplomatico della stessa repubblica presso la Confederazione elvetica (1801-1813). In Svizzera, dove risiede prevalentemente a Berna, egli svolge un importante ruolo diplomatico, mentre è al centro di vivaci relazioni culturali e mondane - incontra fra gli altri Alessandro Manzoni, Giulia Beccaria e Vittorio Alfieri - e intensifica la sua attività collezionistica relativamente a libri, manoscritti, incisioni, dipinti e minerali.
Dopo il rientro in patria nel 1813, Venturi risiede fra Reggio Emilia e Milano, dedicandosi agli studi - la sua vera vocazione - e pubblicando il materiale raccolto negli anni precedenti. Fra le opere date alle stampe, che lo qualificano come il primo importante storico della scienza e della tecnologia in senso moderno, ricordiamo, oltre a quelle già citate, i Commentarj sopra la storia e le teorie dell’ottica (Bologna 1814), le Memorie e lettere inedite finora o disperse di Galileo Galilei (Modena 1818-1821) e la Storia di Scandiano (Modena 1822).
Dopo la morte di Venturi, il suo archivio, la sua biblioteca e la collezione di stampe rimangono presso gli eredi. Il materiale superstite entrerà in gran parte nelle raccolte dell'attuale Biblioteca Panizzi di Reggio Emilia negli anni 1917-1921, costituendo il fondo a lui intitolato.
Importante è il suo contributo allo studio della meccanica dei fluidi con la descrizione di quello che viene chiamato effetto Venturi, che descrive il legame tra velocità e pressione di un fluido in un condotto. Applicazione di tale effetto è il cosiddetto tubo di Venturi, che si impiega per la misura della velocità di un fluido in una condotta.

## Scritti

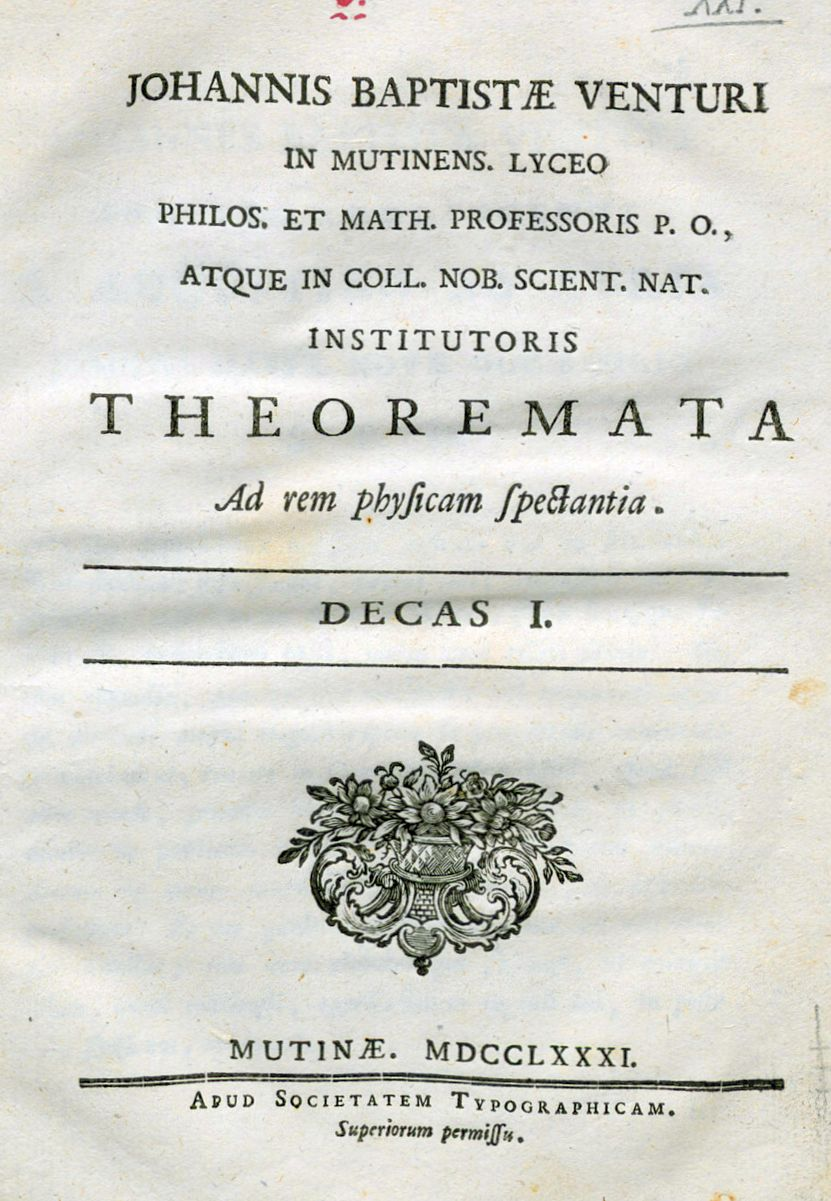
Theoremata ad rem physicam spectantia, 1781

- (LA) Theoremata ad rem physicam spectantia, Modena, Società tipografica, 1781.
- Rapporto sopra il nuovo campione di misura lineare, Milano, Tipografia nazionale, 1797.
- (FR) Essai sur les ouvrages physico-mathématiques de Léonard de Vinci, Paris, Duprat, 1797.
- (FR) Recherches expérimentales sur le principe de la communication latérale du mouvement dans les fluides, Paris, chez Houel et Ducros, Théophile Barrois, 1797.
- Commentarj sopra la storia e le teorie dell'ottica, vol. 1, Bologna, pe' fratelli Masi e compagno, 1814.
- Dell'origine e dei primi progressi delle odierne artiglierie, Reggio Emilia, Stamperia Torreggiani, 1815.
- Galileo Galilei, Memorie e lettere inedite finora o disperse, ordinate ed illustrate con annotazioni dal cav. Giambatista Venturi, Modena, per G. Vincenzi e comp., 1818-1821, 2 v.
- Matteo Maria Boiardo, Poesie scelte ed illustrate dal cav. Giambatista Venturi, Nob. di Reggio, Membro del cesareo-regio instituto di scienze ec. Modena, presso la Società tipografica, 1820.
- Storia di Scandiano, Modena, per G. Vincenzi e compagno, 1822.